# Macraspis melanaria
Macraspis melanaria är en skalbaggsart som beskrevs av Blanchard 1851. Macraspis melanaria ingår i släktet Macraspis och familjen Rutelidae. Inga underarter finns listade i Catalogue of Life.